# Спирея Вангутта
Спирея Вангутта (лат. Spiraea ×vanhouttei) — листопадный декоративный кустарник семейства Розовые (Rosaceae). Гибрид между спиреей кантонской (Spiraea cantoniensis) и спиреей трехлопастной (Spiraea trilobata).

## Биологическое описание
Куст округлой формы, до 2 метров в высоту.
Ветви взрослых растений дугообразно изгибаются вниз.
Листья обратнояйцевидные, зубчатые, 3—5-лопастные, голые, сверху тёмно-зелёные, снизу тускло-сизые, осенью оранжево-красные, до 3,5 см длиной.
Соцветия многочисленные, полушаровидные, располагаются по всей длине побегов.
Цветки белые, 0,6 см в диаметре.

## В культуре
В культуре с 1868 года.

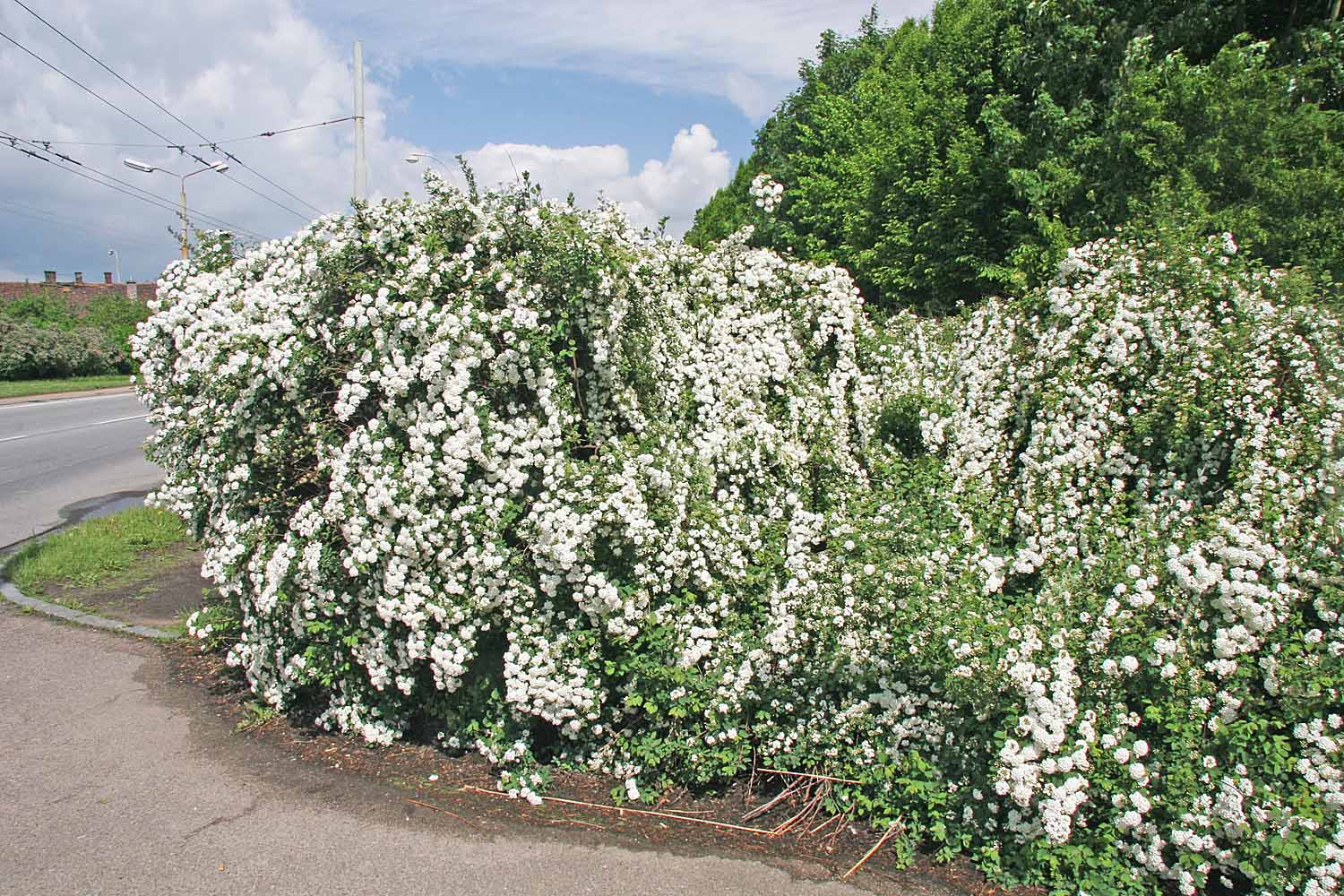

Спирея Вангутта — быстрорастущий декоративный кустарник. Относительно теневынослив. Цветет в середине июня—начале июля. Иногда наблюдается повторное цветение в июле—августе.
Плоды созревают в октябре.
USDA-зоны: от 4, до более тёплых. В суровые зимы ветви подмерзают, но куст быстро восстанавливается.
Спирею Вангутта размножают преимущественно черенкованием, всхожесть семян 5 %.
Используют в одиночных посадках, низких живых изгородях, небольших группах, в дополнение к хвойным деревьям, для декорирования берегов водоёмов, при оформлении цветников крупных размеров.
В озеленении и ландшафтном дизайне спирею Вангутта используют для солитерной (одиночной) посадки, живой изгороди, ландшафтных композиций с другими кустарниками. Благодаря своей устойчивости к различным загрязнениям её можно высаживать возле промышленных предприятий, вдоль автомобильных трасс и городских улиц.
В ГБС с 1938 года. В 6 лет высота 1,2 м, диаметр кроны 0,8 м.

### Посадка и уход
Место для посадки: открытые солнцу участки. Данный вид лучше растёт на почвах богатых органикой. Ямы для одиночных кустов выкапывают размером 50×50 см. При посадке в группах расстояние между растениями не менее 1—1,5 м.
Посадку в южных районах России проводят осенью, а на всей остальной территории – ранней весной, до начала вегетации. Спирея Вангутта легко переносит пересадку.
Уход: формирующая обрезка, рыхление приствольного круга, подкормки, полив и удаление сорняков. Регулярное мульчирование позволяет избавиться от сорняков и улучшает структуру почвы. Обрезку проводят сразу после окончания цветения. Рекомендуется вырезать все слабые, больные и поврежденные побеги, а также побеги старше 3—4 лет. Двухлетние ветви укорачивают наполовину.

## Декоративные формы
- 'Pink Ice' ('Catpan'). Молодые листья с белой и розовой пятнистостью. Листва сходна с Salix integra 'Hakuro Nishiki'.
- 'Renaissance'. Сорт отличается высокой устойчивостью к заболеваниям.
- 'Snow White'. Цветки опадают по окончании цветения, повышая декоративность куста[4].